# Round Lake (Minnesota)
Round Lake es una ciudad ubicada en el condado de Nobles en el estado estadounidense de Minnesota. En el Censo de 2010 tenía una población de 376 habitantes y una densidad poblacional de 139,73 personas por km².

## Geografía
Round Lake se encuentra ubicada en las coordenadas 43°32′14″N 95°28′19″O / 43.53722, -95.47194. Según la Oficina del Censo de los Estados Unidos, Round Lake tiene una superficie total de 2.69 km², de la cual 2.68 km² corresponden a tierra firme y (0.48%) 0.01 km² es agua.

## Demografía
Según el censo de 2010, había 376 personas residiendo en Round Lake. La densidad de población era de 139,73 hab./km². De los 376 habitantes, Round Lake estaba compuesto por el 99.47% blancos, el 0.27% eran afroamericanos, el 0% eran amerindios, el 0% eran asiáticos, el 0% eran isleños del Pacífico, el 0.27% eran de otras razas y el 0% pertenecían a dos o más razas. Del total de la población el 3.19% eran hispanos o latinos de cualquier raza.